# Représentations diplomatiques du Zimbabwe

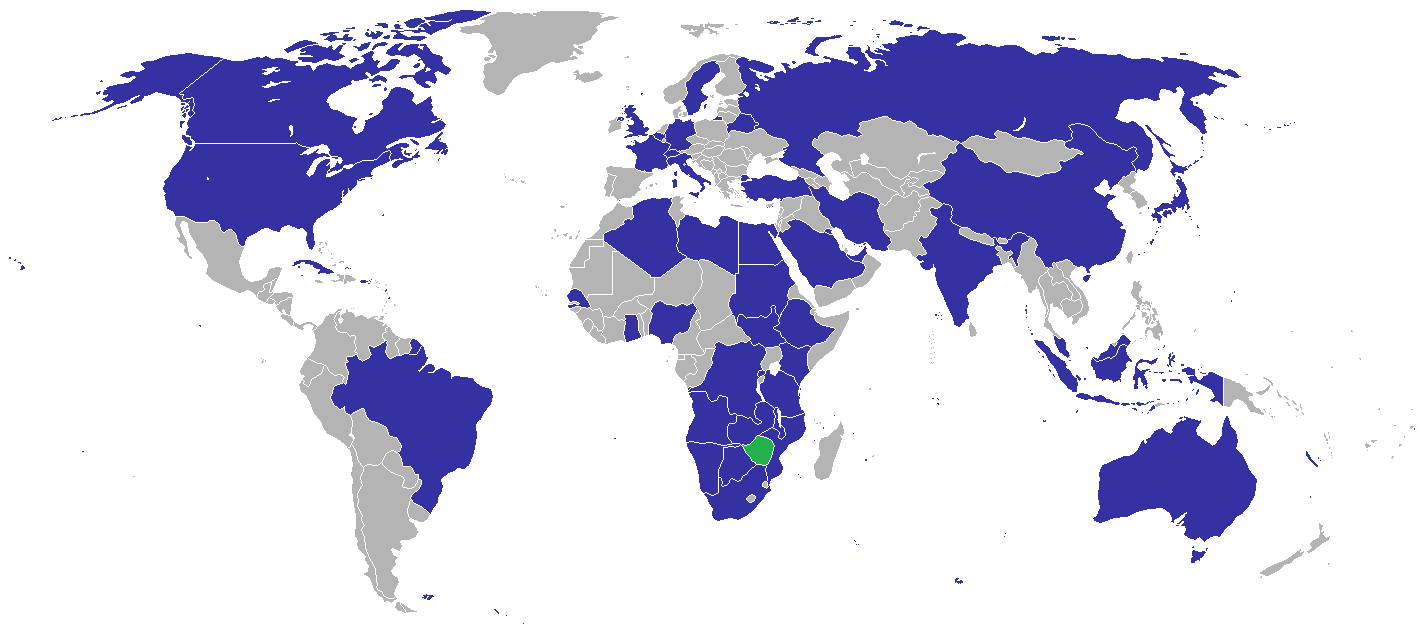
Représentations diplomatiques du Zimbabwe.

Voici les représentations diplomatiques du Zimbabwe à l'étranger:

## Afrique
- Afrique du Sud
  - Pretoria (ambassade)
  - Johannesburg (consulat général)
- Algérie
  - Alger (ambassade)
- Angola
  - Luanda (ambassade)
- Botswana
  - Gaborone (ambassade)
- République démocratique du Congo
  - Kinshasa (ambassade)
- Égypte
  - Le Caire (ambassade)
- Éthiopie
  - Addis-Abeba (ambassade)
- Ghana
  - Accra (ambassade)
- Kenya
  - Nairobi (ambassade)
- Libye
  - Tripoli (ambassade)
- Malawi
  - Lilongwe (ambassade)
- Mozambique
  - Maputo (ambassade)
  - Beira (consulat général)
- Namibie
  - Windhoek (ambassade)
- Nigeria
  - Abuja (ambassade)
  - Sénégal
  - Dakar(ambassade)
- Soudan
  - Khartoum (ambassade)
- Soudan du Sud
  - Djouba (ambassade)
- Tanzanie
  - Dar es Salaam (ambassade)
- Zambie
  - Lusaka (ambassade)

## Amérique
- Brésil
  - Brasília (ambassade)
- Canada
  - Ottawa (ambassade)
- Cuba
  - La Havane (ambassade)
- États-Unis
  - Washington (ambassade)

## Asie
- Chine
  - Pékin (ambassade)
  - Hong Kong (consulat général)
- Émirats arabes unis
  - Abou Dabi (ambassade)
  - Dubaï (consulat général)
- Inde
  - New Delhi (ambassade)
- Indonésie
  - Jakarta (ambassade)
- Iran
  - Téhéran (ambassade)
- Japon
  - Tokyo (ambassade)
- Koweït
  - Koweït ville (ambassade)
- Malaisie
  - Kuala Lumpur (ambassade)

## Europe
- Allemagne
  - Berlin (ambassade)
- Autriche
  - Vienne (ambassade)
- Belgique
  - Bruxelles (ambassade)
- Biélorussie
  - Minsk (Ambassade)
- France
  - Paris (ambassade)
- Italie
  - Rome (ambassade)
- Portugal
  - Lisbonne (ambassade)
- Royaume-Uni
  - Londres (ambassade)
- Russie
  - Moscou (ambassade)
- Suède
  - Stockholm (ambassade)
- Suisse
  - Genève (ambassade)

## Océanie
- Australie
  - Canberra (ambassade)

## Organisations internationales
- Addis-Abeba (mission permanente auprès de l'Union africaine)
- Bruxelles  (mission permanente auprès de l'Union européenne)
- Genève  (mission permanente auprès de l'Organisation des Nations unies)
- Nairobi (mission permanente auprès de l'Organisation des Nations unies)
- New York (mission permanente auprès de l'Organisation des Nations unies)
- Paris (mission permanente auprès de l'UNESCO)
- Rome (mission permanente auprès de l'Organisation des Nations unies pour l'alimentation et l'agriculture)
- Vienne (mission permanente auprès de l'Organisation des Nations unies)

## Galerie

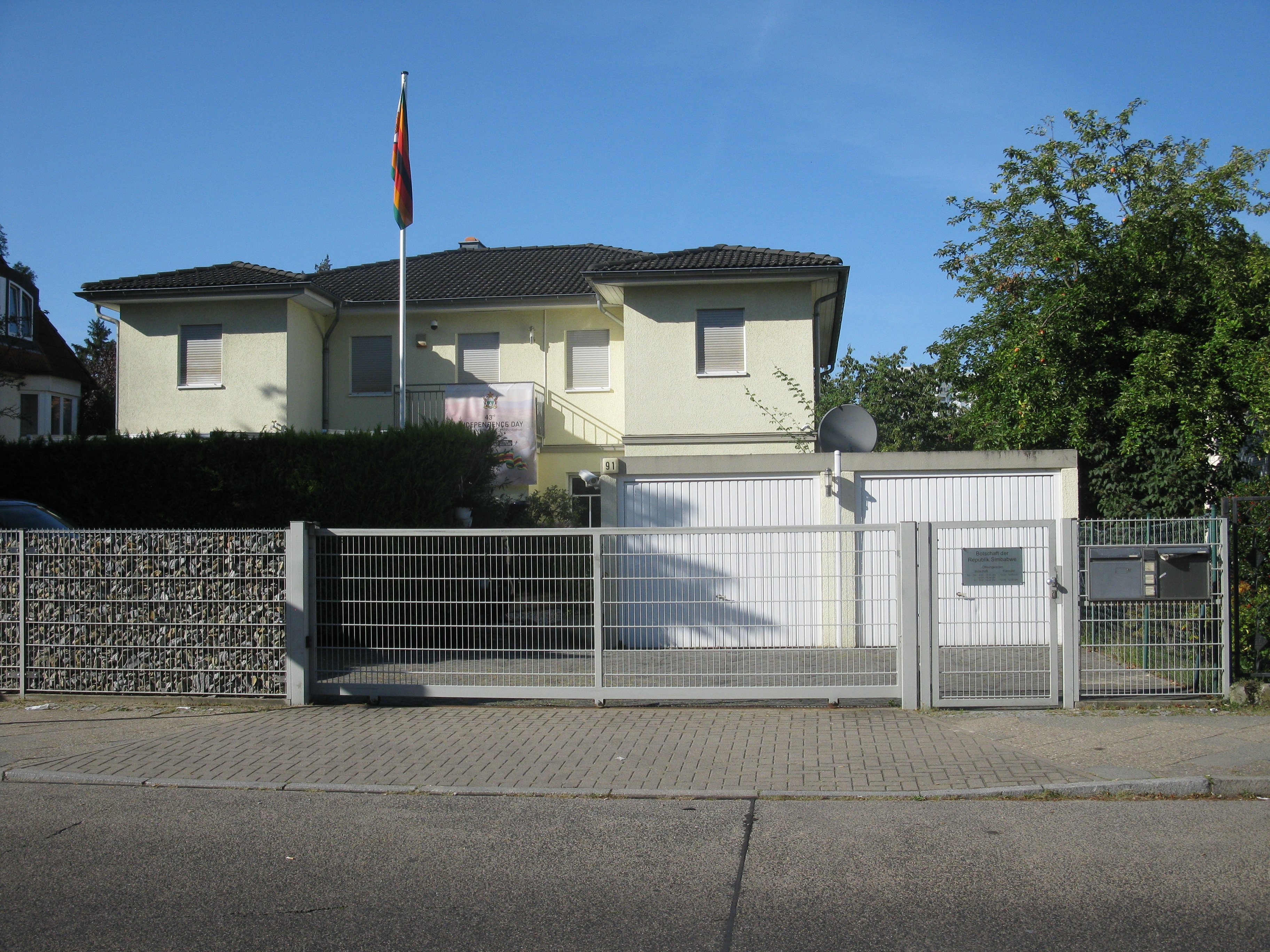
Ambassade à Berlin.
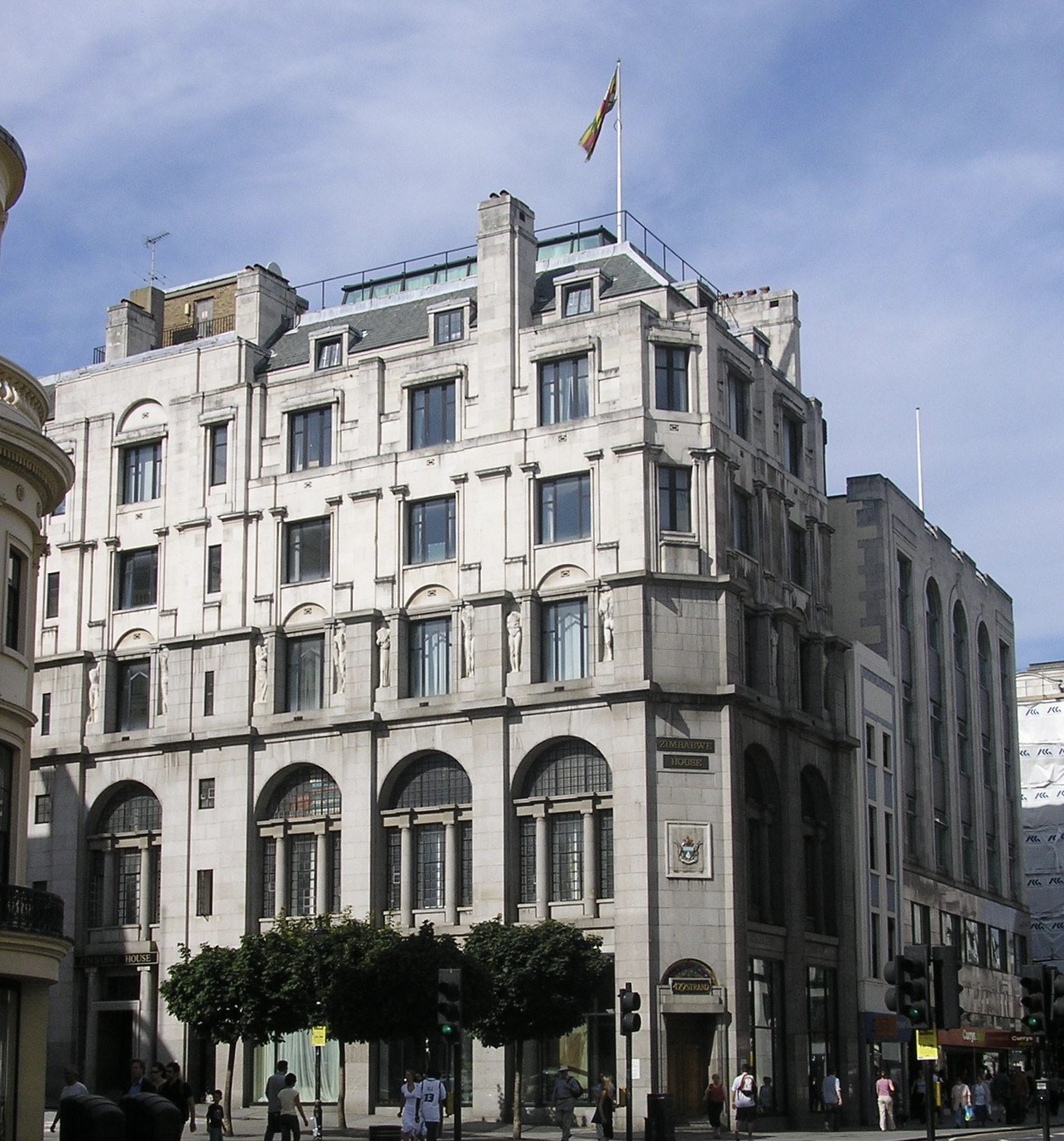
Ambassade à Londres.
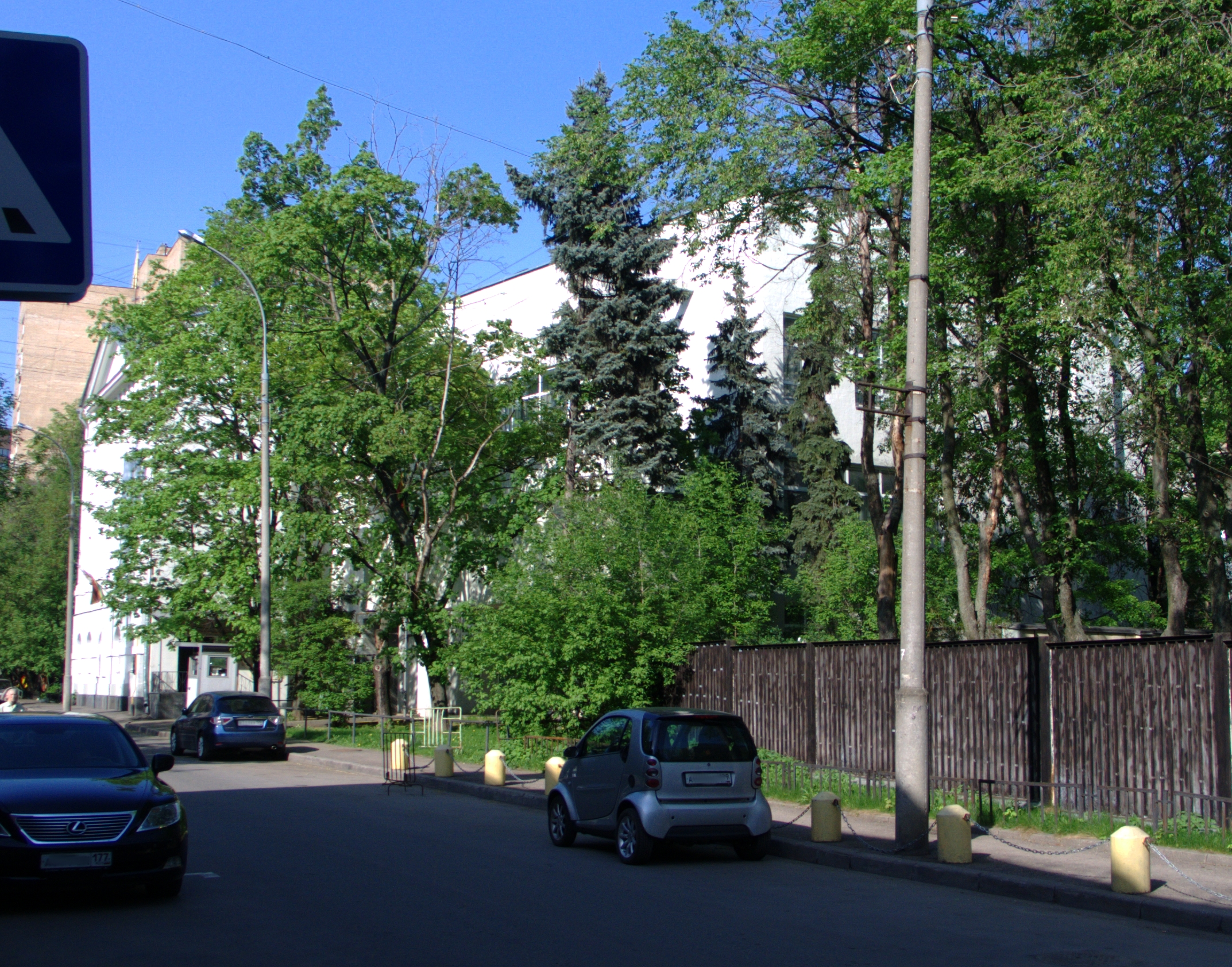
Ambassade à Moscou.
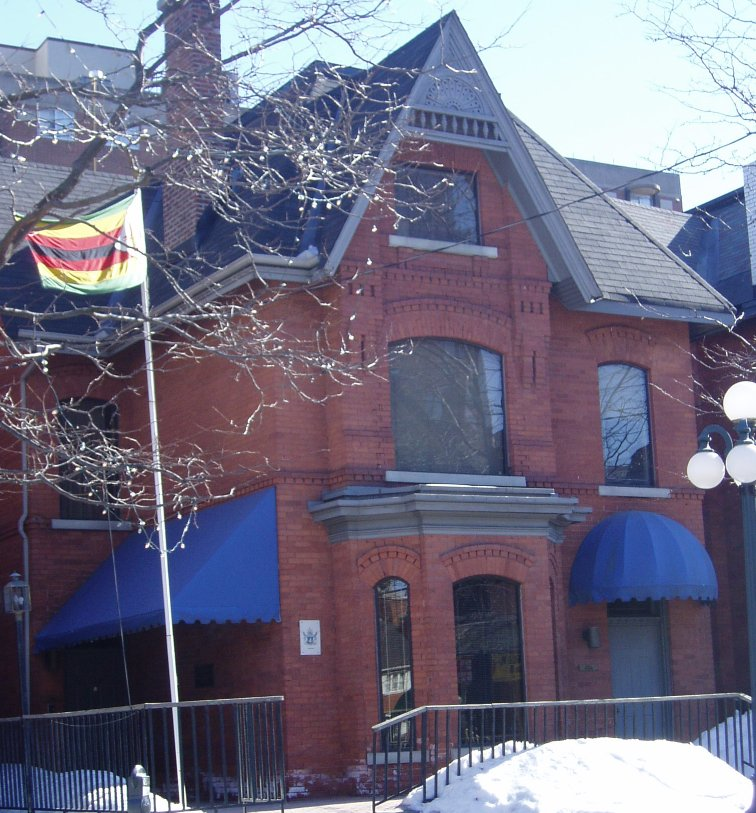
Ambassade à Ottawa.
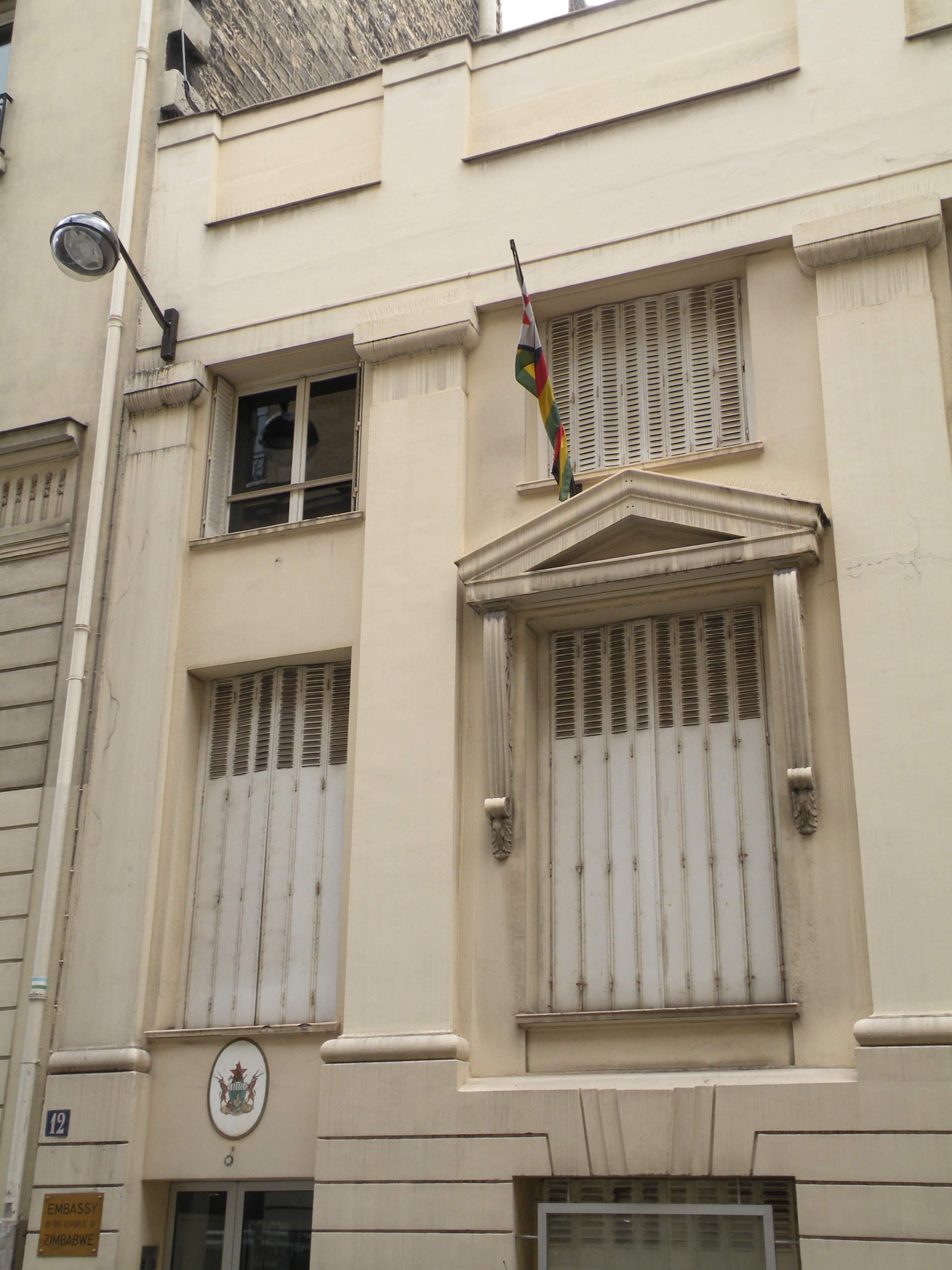
Ambassade à Paris.
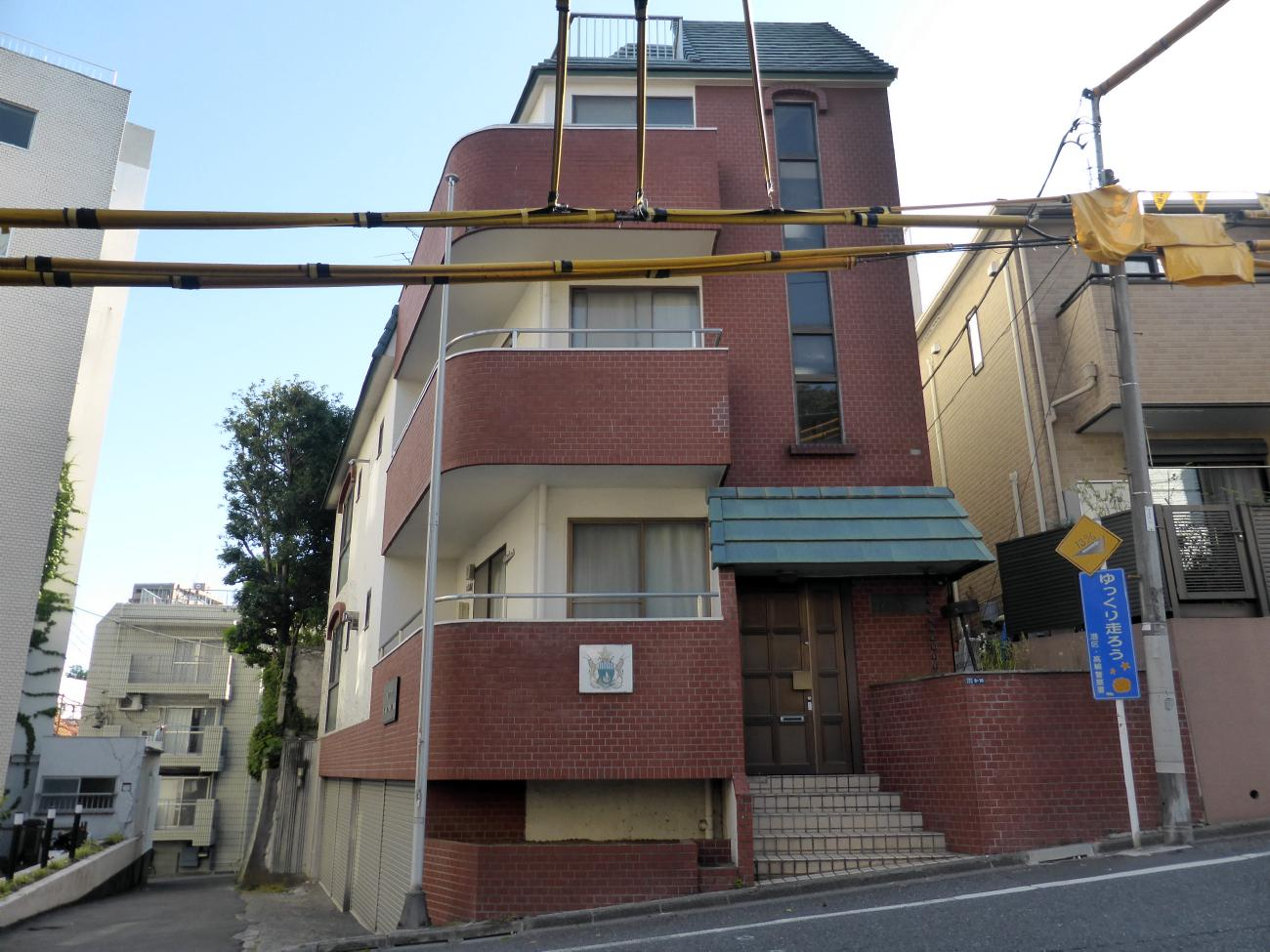
Ambassade à Tokyo.
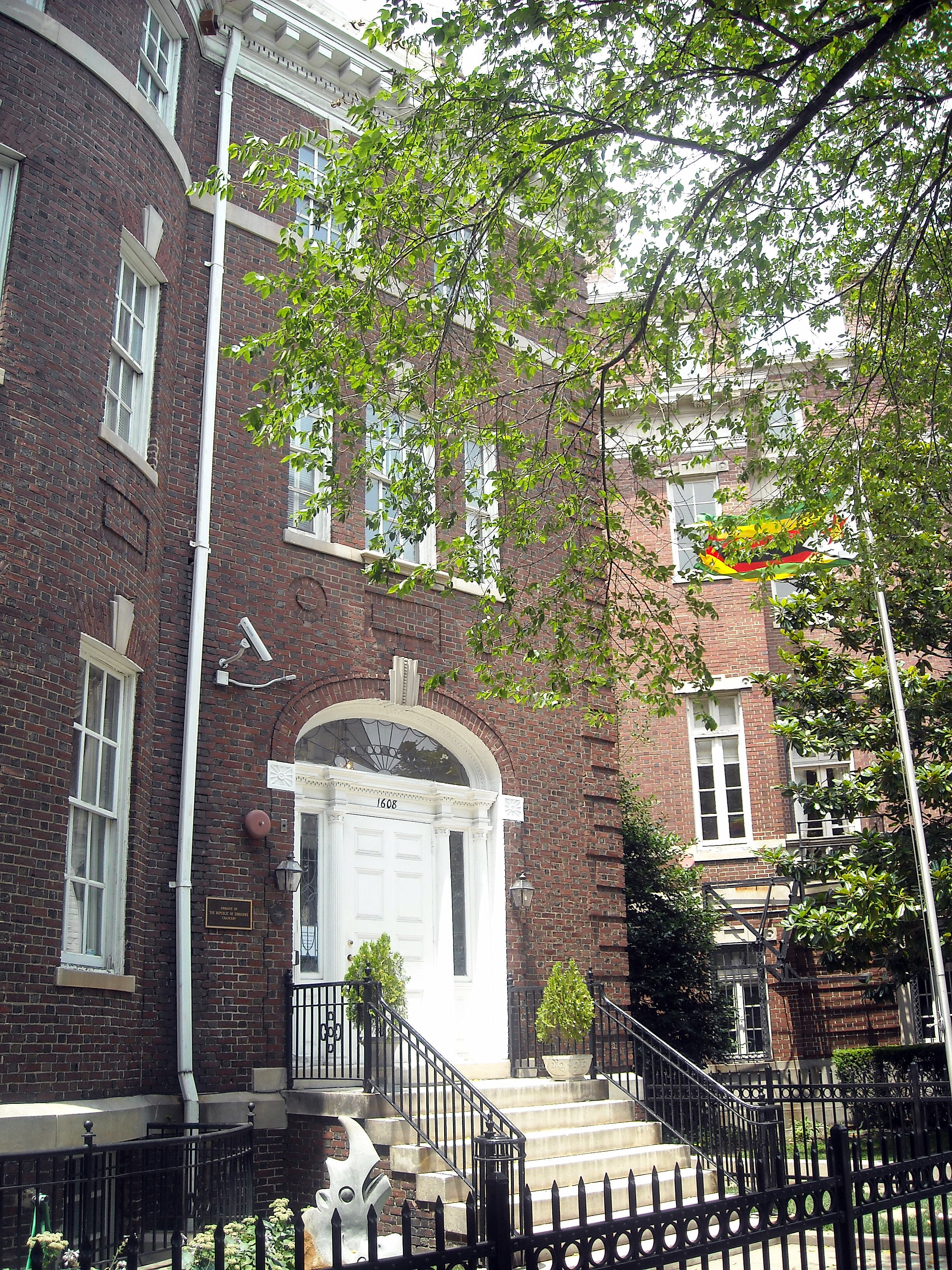
Ambassade à Washington.